# Dirck van Delen

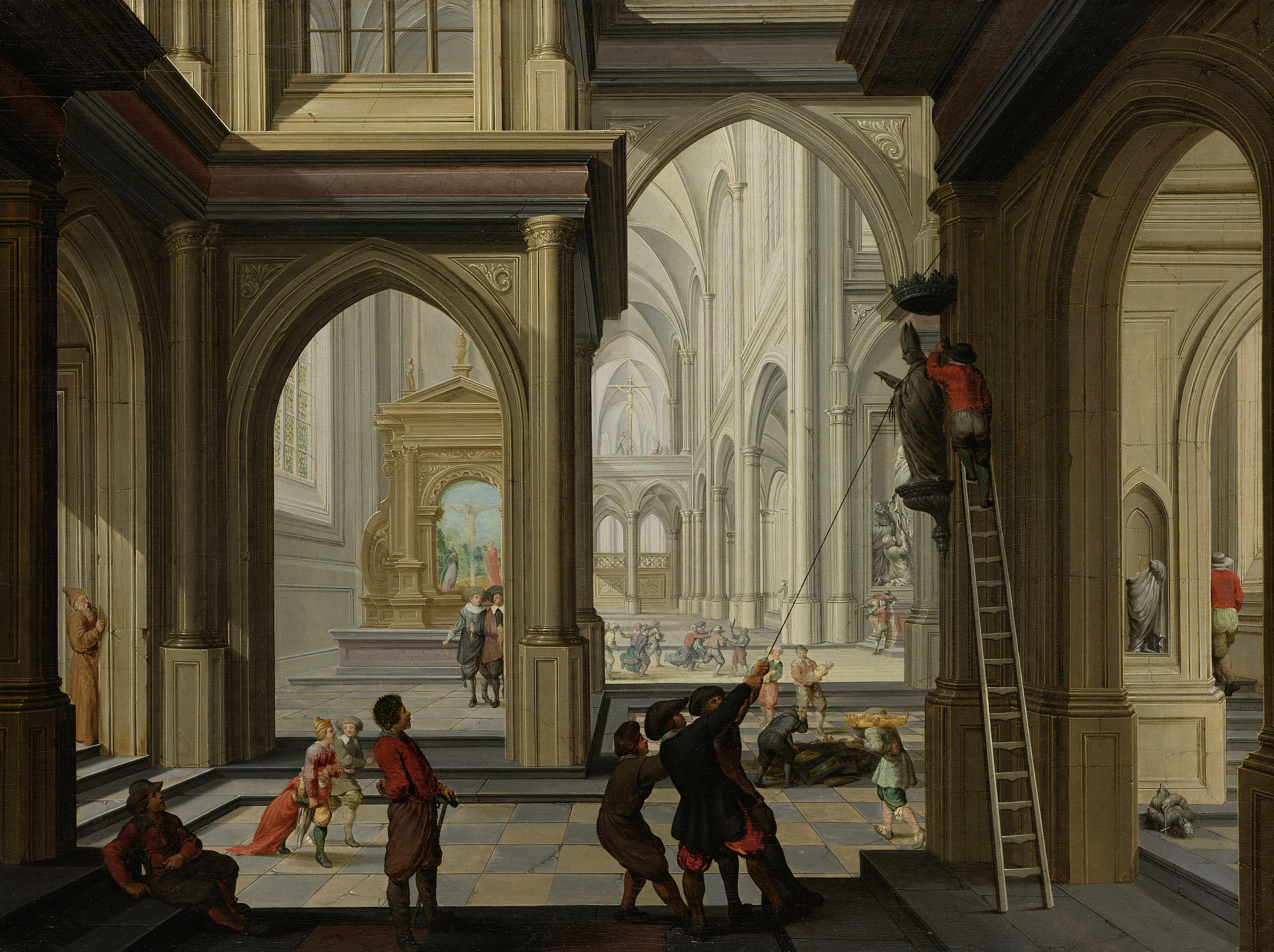
Iconoclasia en una església, 1630, oli sobre taula, 50 x 67 cm, Amsterdam, Rijksmuseum.

Dirck Christiaensz. van Delen (Heusden, c. 1605 – Arnemuiden, Middelburg, 1671) fou un pintor barroc neerlandès especialitzat en perspectives i interiors arquitectònics.
Sent encara nen es va traslladar amb la seva família a Breda. Segons Arnold Houbraken va ser deixeble de Frans Hals, encara que no existeix certesa documental i probablement hagi de ser descartat. No obstant això, cap la possibilitat que estudiés a Delft amb Bartholomeus van Bassen o amb Pieter van Bronckhorst, la qual cosa ajudaria a explicar la col·laboració del primer i de Anthonie Palamedesz amb Van Delen, a qui van pintar les figures d'algunes de les seves composicions.
El 1625 va contreure matrimoni a Middelburg i un any després es va instal·lar a Arnemuiden, localitat propera a Middelburg, en la qual va romandre fins a la seva mort i va ocupar càrrecs al govern municipal de forma gairebé permanent. Al mateix temps, de 1639 a 1665 es va inscriure en el gremi de Sant Lluc de Middelburg, i el 1666 va donar un quadre de gran mida, pintat en col·laboració amb Theodoor Boeyermans, a la Càmera de Retòrica d'Anvers, en la qual va ingressar dos anys després.
Motiu central de la pintura de Van Delen, al marge d'un únic bodegón amb una tulipa en un got de porcellana, datat el 1637, són els interiors arquitectònics d'esglésies i palaus barrocs al costat de les profundes perspectives de construccions fantàstiques. En elles la figuració és per regla general anecdòtica encara que ocasionalment poden trobar-se en la seva pintura il·lustracions de successos històrics, com les destruccions d'imatges protagonitzades per la iconoclàstia protestant el 1566 (Iconoclàstia en una església, 1630, Amsterdam, Rijksmuseum).